# Miles Hawcon
El Miles M.6 Hawcon fue un monoplano experimental británico de los años 30, diseñado por Miles Aircraft Limited. El nombre Hawcon proviene de una combinación de "Hawk" y "Falcon".

## Diseño y desarrollo
El M.6 Hawcon fue un monoplano único experimental diseñado para las investigaciones sobre el ala gruesa del Royal Aircraft Establishment. El Hawcon combinaba partes del Hawk y del Falcon y estaba propulsado por un motor De Havilland Gipsy Six de 149 kW (200 hp).

## Historia operacional
El avión, matrícula K5925, fue utilizado en las investigaciones sobre el ala gruesa. Poseía cuatro alas intercambiables de diferente grosor. El objetivo era investigar las penalizaciones sobre las prestaciones de las alas gruesas, que poseían ventajas estructurales (menor peso con la misma fortaleza) y proporcionaba espacio para combustible, etc.
Las cuatro alas, etiquetadas de la A a la D, poseían un grosor en la raíz con relaciones de cuerda del 0,15, 0,20, 0,25 y 0,30. Las pruebas mostraron que el grosor afectaba poco a la velocidad máxima: el ala B era más rápida que la A en 5 mph (menos de un 3 %) y las otras alas caían en medio. La velocidad máxima que se indica más abajo (en Especificaciones) es para el ala D, al igual que las dimensiones y los pesos.
En comparación, los aviones modernos de bajo número Mach poseen un grosor de la raíz con relaciones de cuerda de 0,14-0,20.

## Operadores
Reino Unido
- Royal Aircraft Establishment

## Especificaciones (M.6, ala D)
Referencia datos: Russell & Lukins 

### Características generales
- Tripulación: Dos
- Longitud: 7,6 m (24,9 ft)
- Envergadura: 12 m (39,4 ft)
- Altura: 1,9 m (6,2 ft)
- Superficie alar: 14,6 m² (157,2 ft²)
- Peso vacío: 703 kg (1549,4 lb)
- Peso cargado: 1088 kg (2398 lb)
- Planta motriz: 1× motor lineal invertido de 6 cilindros refrigerado por aire De Havilland Gipsy Six.
  - Potencia: 149 kW (205 HP; 203 CV)
- Hélices: Bipala de paso fijo

### Rendimiento
- Velocidad máxima operativa (Vno): 290 km/h (180 MPH; 157 kt)

## Aeronaves relacionadas

### Desarrollos relacionados
- Miles Hawk
- Miles Falcon

### Secuencias de designación
- Secuencia M._ (interna de Miles): ← M.3 - M.4  - M.5 - M.6 -  M.7 - M.8 - M.9 →